# Eureka (Teksas)
Eureka – miasto w Stanach Zjednoczonych, w stanie Teksas, w hrabstwie Navarro.